# Caladomyia humboldti
Caladomyia humboldti är en tvåvingeart som beskrevs av Sawedal 1981. Caladomyia humboldti ingår i släktet Caladomyia och familjen fjädermyggor. Inga underarter finns listade i Catalogue of Life.